# Ptilinopus perlatus
Ptilinopus perlatus é uma espécie de ave da família Columbidae.
Pode ser encontrada nos seguintes países: Indonésia e Papua-Nova Guiné.
Os seus habitats naturais são: florestas subtropicais ou tropicais húmidas de baixa altitude.